# Janusz Dziewoński

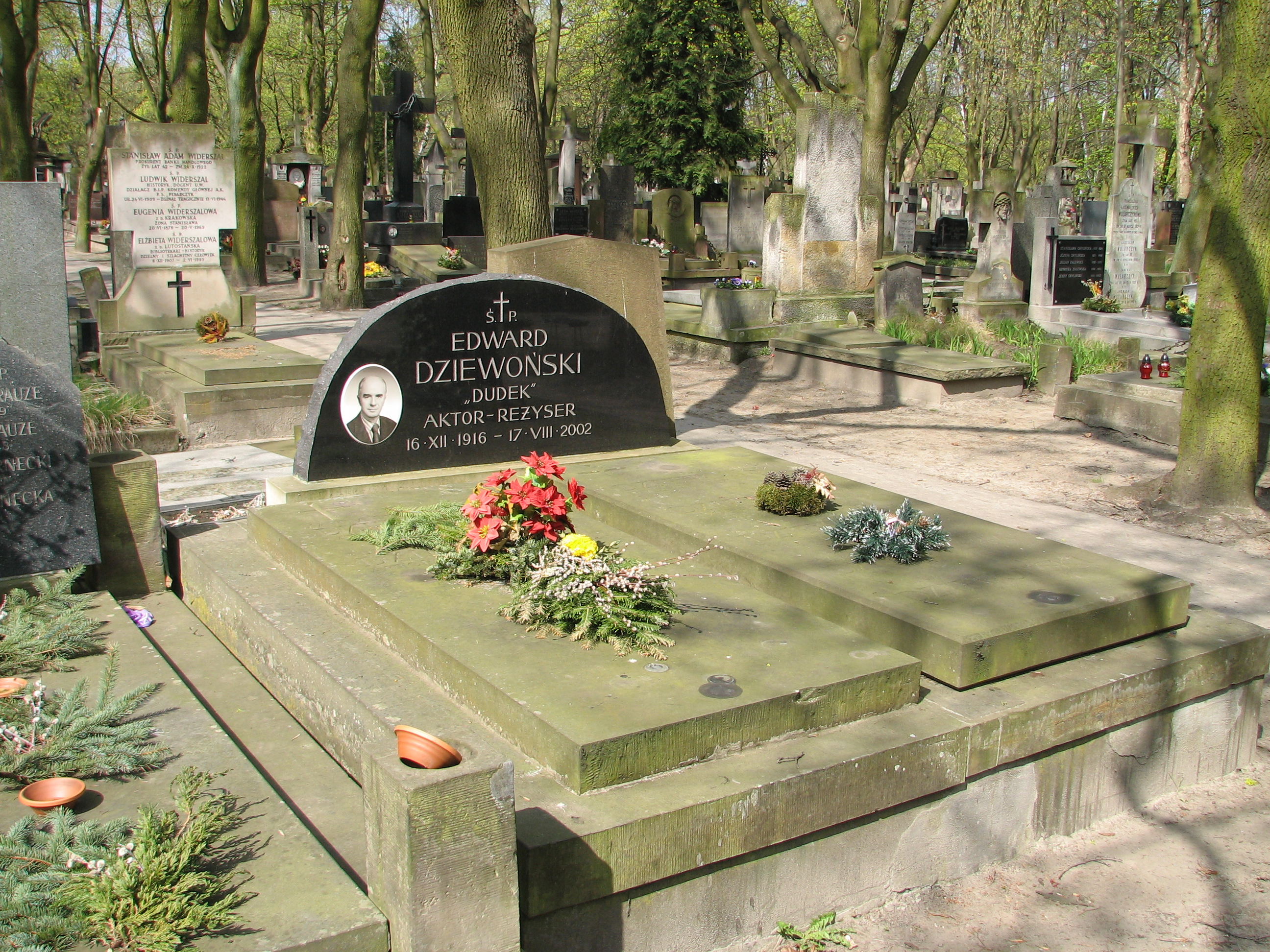
Grób rodzinny Dziewońskich na cmentarzu Powązkowskim

Janusz Dziewoński, ps. Powalski (ur. 12 sierpnia 1890 w Mohylewie, zm. 6 grudnia 1953 w Warszawie) – polski aktor i reżyser teatralny, ojciec aktora i reżysera Edwarda Dziewońskiego, starszy brat aktorki Elżbiety Dziewońskiej.

## Życiorys
W latach 1908–1911 studiował prawo na Uniwersytecie Moskiewskim, występując równocześnie w akademickim teatrze Lutnia. W 1918 roku powrócił do Polski i występował w teatrach objazdowych u boku m.in. Stefana Jaracza oraz w filmach Huragan (1928), Przedwiośnie (1928), Ponad śnieg (1929), Głos pustyni (1932). Do 1939 roku występował w teatrach Miejskim w Kaliszu, Stańczyk, Praskim, Letnim i Ateneum w Warszawie (w sezonie 1930–1931 kierował Teatrem Ateneum, razem ze Stefanem Jaraczem i Zygmuntem Chmielewskim, a w latach 1932–1939 współpracował z Instytutem Reduty).
W latach 1939–1941 występował w Teatrze Polskim w Wilnie. W 1942 roku aresztowany i więziony na Pawiaku oraz w niemieckich obozach koncentracyjnych na Majdanku i Auschwitz-Birkenau.
Po wojnie zamieszkał w Warszawie i występował w teatrach Dramatycznym, Powszechnym i Ateneum, oraz reżyserował sztuki teatralne m.in. Świerszcz za kominem (1947). Został pochowany na Starych Powązkach w Warszawie (kwatera 235-3-1/2).